# 小行星6641
小行星6641（6641 Bobross）是一颗绕太阳运转的小行星，为主小行星带小行星。该小行星于1990年7月29日发现。

## 轨道参数
小行星6641的轨道半长轴为2.7782317 UA，离心率为0.188。